# Glinka (Góra)
Glinka (deutsch: Gleinig) ist ein Dorf in der Stadt- und Landgemeinde Góra im Powiat Górowski der Woiwodschaft  Niederschlesien in Polen.

## Geschichte
Die älteste Erwähnung von Glinka stammt aus dem Jahr 1244. Lange Zeit war das Dorf Eigentum des Zisterzienserklosters Leubus in Leubus. 
Im Jahr 2015 exhumierte der Verein POMOST 27 Leichen deutscher Soldaten, die gegen Ende des Zweiten Weltkrieges von Soldaten der Roten Armee aufgespürt und im Kampf getötet wurden. Das Massengrab befand sich in der Nähe des Hauses, in dem sie Unterschlupf gefunden hatten.

## Sehenswürdigkeiten
- Filialkirche St. Martin (Kościół filialny św. Marcina) ist eine gotische Saalkirche aus der Mitte des 15. Jahrhunderts. Neben der Kirche steht ein steinernes Sühnekreuz.[1]
- Schloss Gleinig aus der zweiten Hälfte des 18. Jahrhunderts.

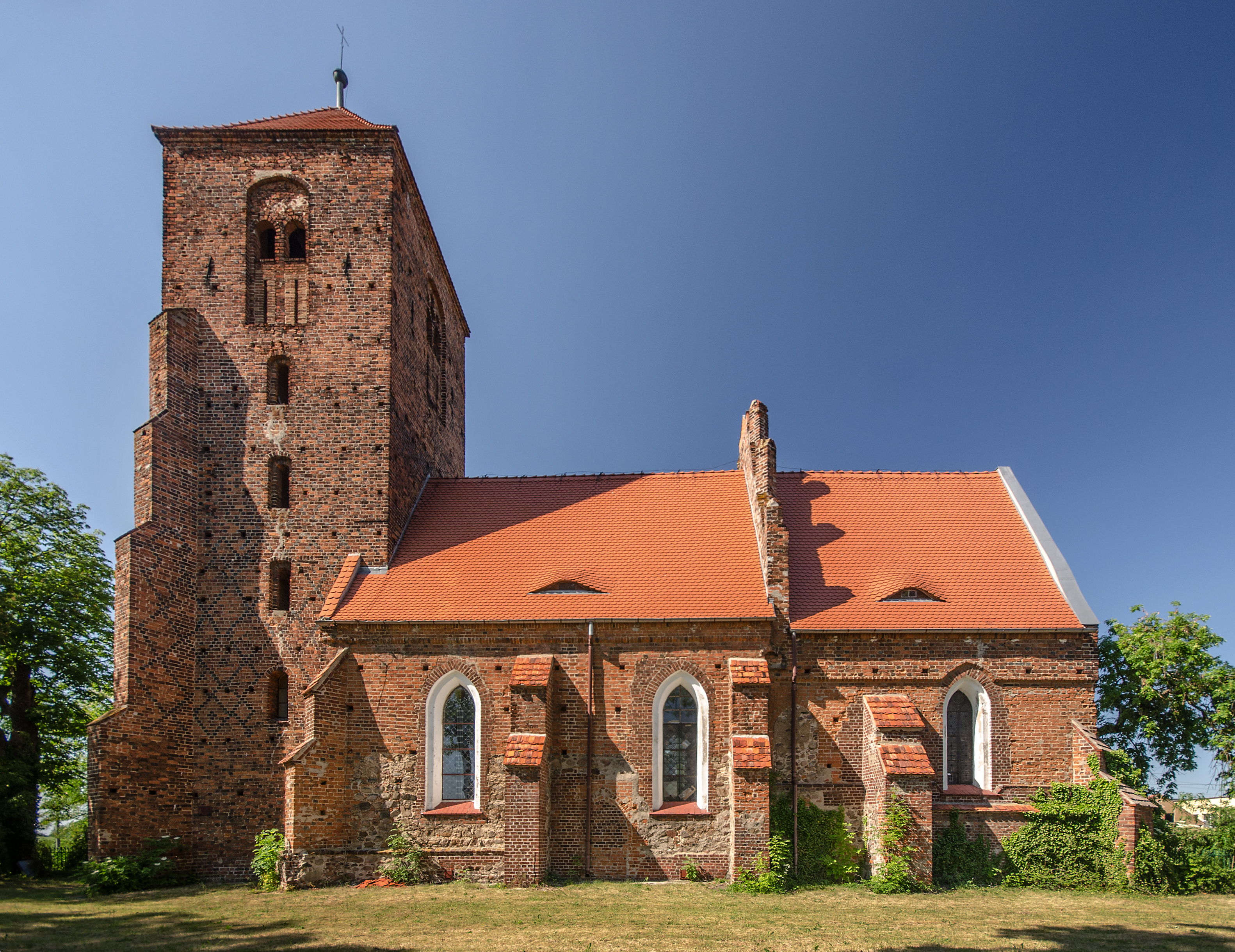
St. Martin
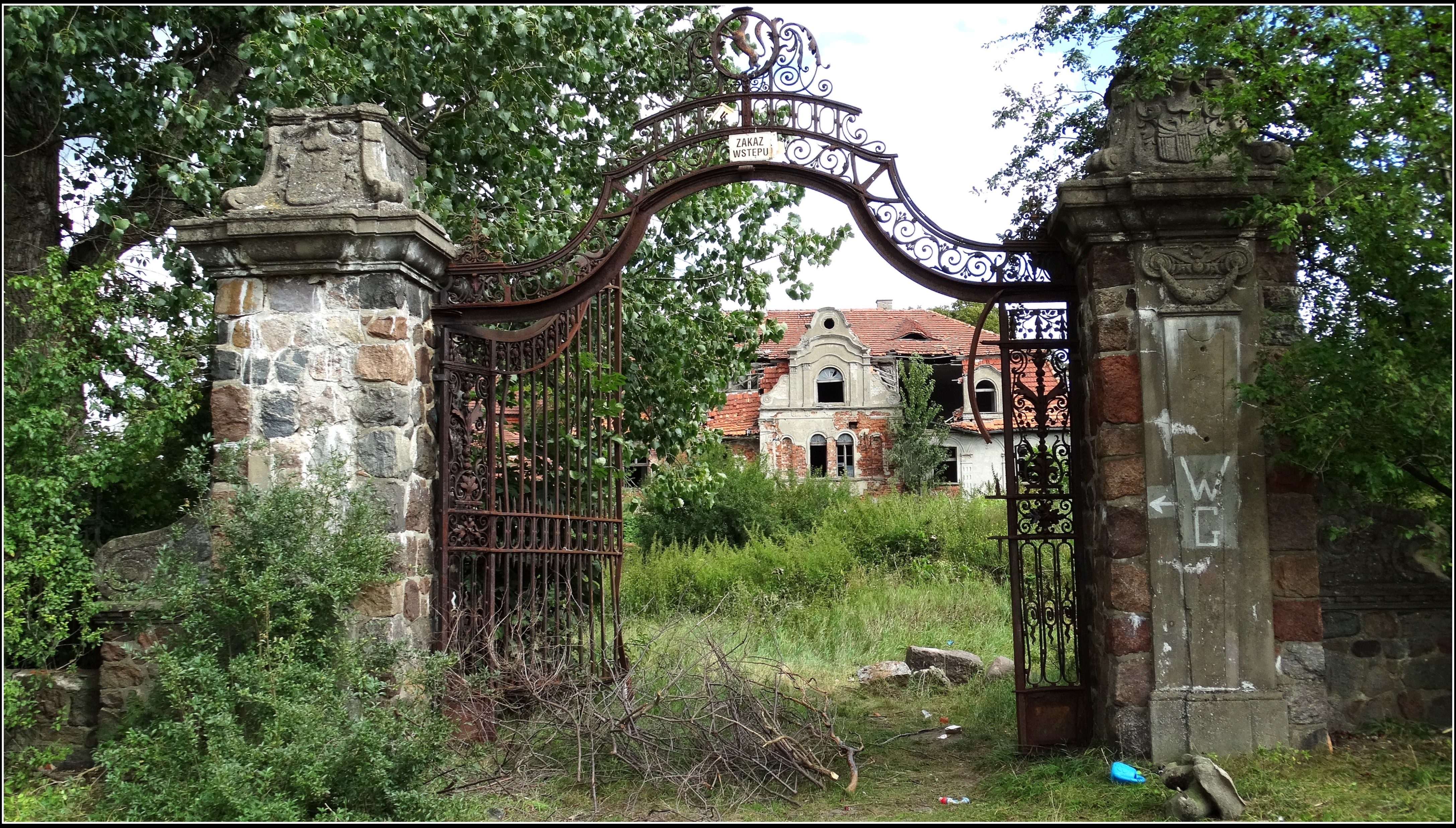
Tor zur Schlossanlage